# Borkúti meteorit
A borkúti meteorit 1852. október 13-án hullott le Borkút községben és környékén a kárpátaljai területen, amely ma Ukrajnában van.

## A meteorit főbb adatai
A borkúti meteorit az egykori Máramaros vármegyében, 1852. október 13-án hullott le Szedorek István kertjében és környékén. A meteorit a hullás során darabokra törött, Pöschl József erdőőr is talált egy 4 kilogrammos darabot és egy kisebb töredéket is. Az erdőőr bátyjának, az ásványokat gyűjtő Pöschl Károly nyugalmazott őrnagynak küldte el a darabokat Győrbe. A bécsi múzeum tőle kapott egy darabot belőle.
A borkúti meteorit össztömege mintegy 6 kg, típusa L5, mint a Knyahinyai meteorité.